# Bárdos László (újságíró)
Bárdos László, született Berger (Szalárd, 1897. május 30. – Budapest, 1960. szeptember 21.) újságíró, elbeszélő, dramaturg.

## Életútja, munkássága
Publicisztikai tevékenységét a Pesti Hírlapnál kezdte. 1919-től 1924-ig Nagyváradon a Szabadság munkatársa, s több rövid életű lap (Társaság és Művészet, A Világ) szerkesztője, majd ugyanott az Esti Lapnál dolgozott. Részt vett a Sallai Imre és Fürst Sándor halálos ítélete ellen tiltakozó nagyváradi röpirat szerkesztésében, amiért Magyarországról kitiltották. 1932-ben a kommunista irányzatú legális Szabad Szó, 1935-ben az Egy Hét, 1934-től a Nagyvárad és a Nagyváradi Napló felelős szerkesztője. Versei, riportjai, elbeszélései különböző lapokban jelentek meg, az Ellenzék és a Brassói Lapok munkatársa. 1944. március 19-én deportálták. Hazatérése után 1949-ig a nagyváradi Új Élet, majd a Fáklya szerkesztője, 1949-től a nagyváradi Állami Magyar Színház dramaturgja. 1951-ben Magyarországra települt át, ahol a Magyar Rádió dramaturgjaként működött.

## Művei
- A dzsidáskapitány (Budapest, 1954) ifjúsági regény
- Melkun Menyhért utazása (Budapest, 1956).ifjúsági regény

## Külső hivatkozások
- Szerzői oldala a Molyon